# Tormenta Daniel
La tormenta Daniel, también conocida como ciclón Daniel, fue el ciclón de tipo tropical mediterráneo más mortífero jamás registrado, así como el fenómeno meteorológico más mortífero durante 2023. Causó daños catastróficos en Libia y también afectó a partes del sudeste de Europa. Formándose como un sistema de baja presión alrededor del 4 de septiembre de 2023, la tormenta afectó a Grecia y Bulgaria con grandes inundaciones. La tormenta se organizó entonces como una Baja Mediterránea y fue designada como Tormenta Daniel, en la que pronto adquirió características cuasi tropicales (TLC) y avanzó hacia la costa de Libia. Causó inundaciones catastróficas en la costa de Libia, antes de degenerar en una depresión remanente. La tormenta fue el resultado de un bloque Omega, ya que una zona de alta presión quedó intercalada entre dos zonas de baja presión, formando las isobaras una letra griega Ω.

## Historia meteorológica

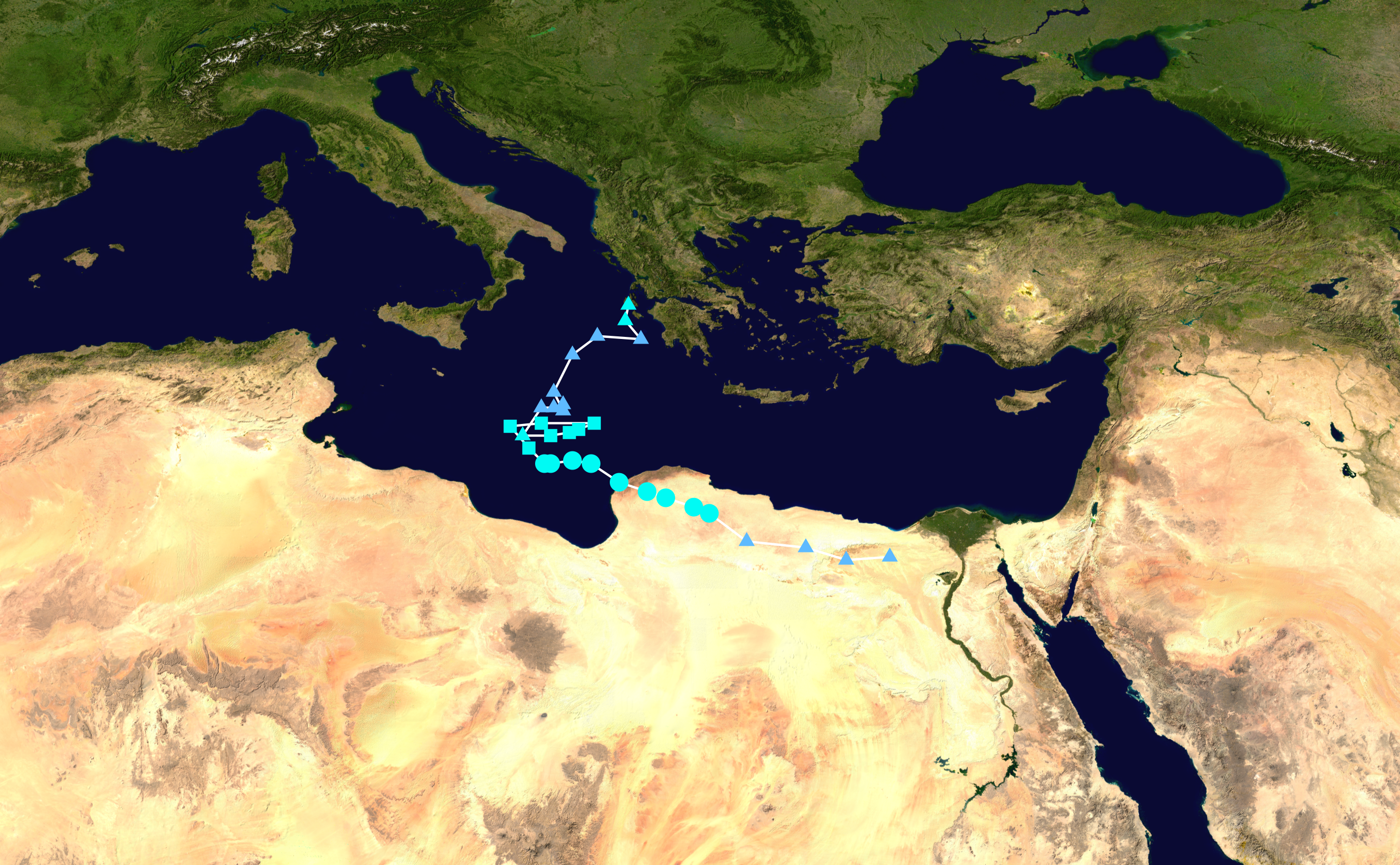
Mapa de la trayectoria de la Tormenta Daniel de la temporada de vendavales europea 2022-23. Los puntos muestran la ubicación de la tormenta en intervalos de 6 horas.

Se desarrolló una zona de baja presión sobre el mar Jónico con una temperatura superficial dentro del rango de transición tropical. el 4 de septiembre, una perturbación atmosférica se desplazó hacia el sur sobre la península de los Balcanes y provocó lluvias torrenciales, especialmente en la región de Tesalia. El sistema se convirtió en un ciclón mediterráneo sobre el mar Jónico al día siguiente y el Servicio Meteorológico Nacional Helénico lo nombró tormenta Daniel. Durante los días siguientes, el sistema se desplazó hacia el sureste, con vientos registrados por instrumentos en Metop a 45 nudos (83 km/h; 52 mph). Luego, la tormenta tocó tierra cerca de la ciudad de Bengasi en Libia. El 10 de septiembre, Daniel se dirigió hacia el este y continuó tierra adentro antes de degenerar en una depresión remanente debido a la interacción del aire seco y la tierra más tarde, y la tormenta se disipó por completo el 11 de septiembre.

## Impacto

### Grecia

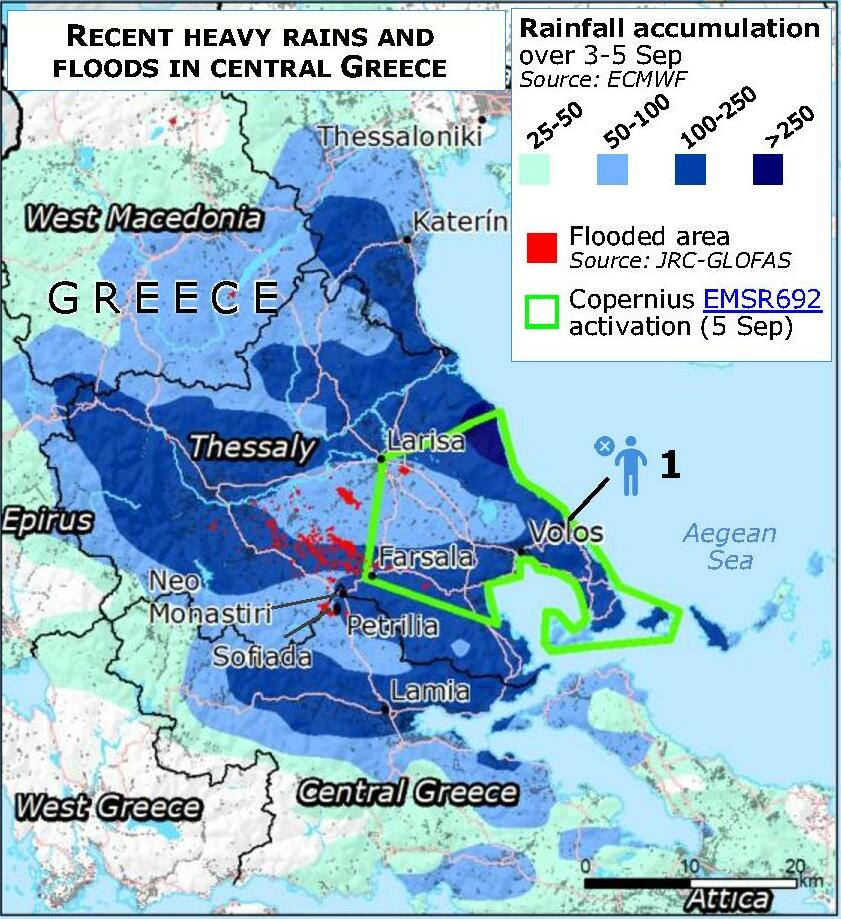
Inundaciones en el centro de Grecia

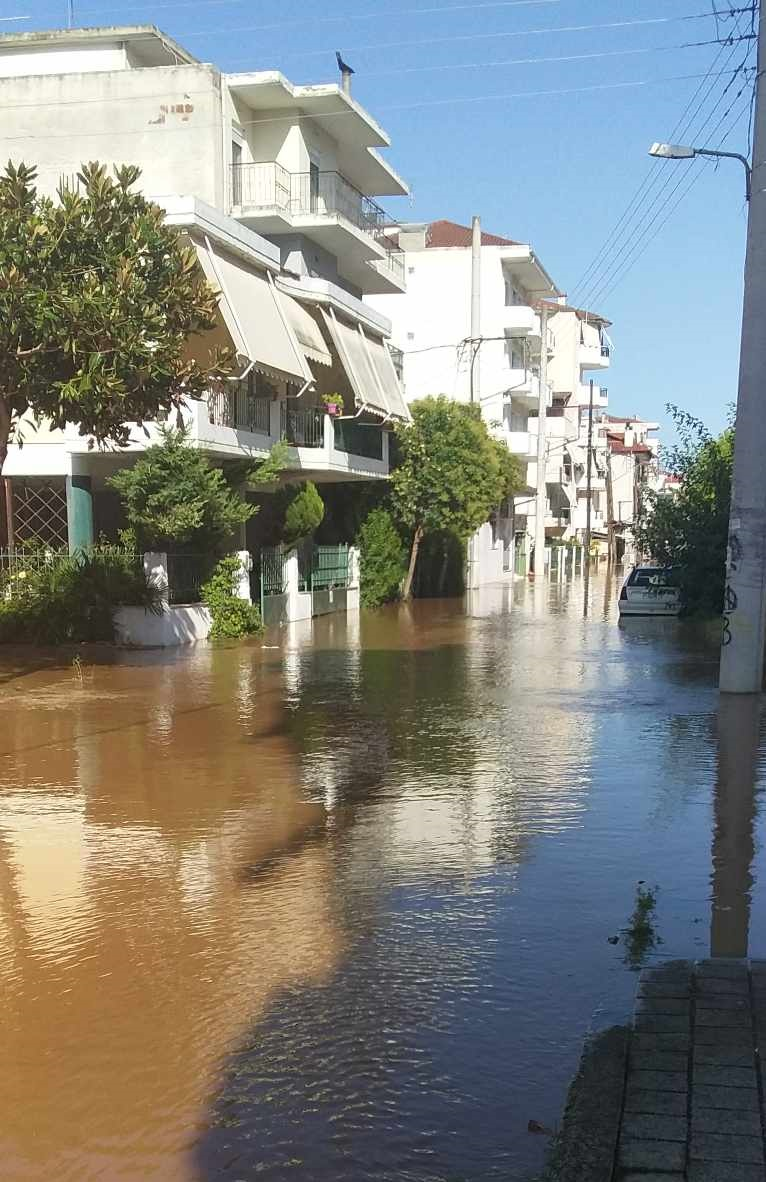
Una calle inundada en Larisa, Grecia

El 5 de septiembre, al menos una persona murió en las inundaciones en Tesalia, Grecia. El mismo día, el pueblo de Zagora recibió 1092 milímetros (3,6 pies) de lluvia, 55 veces mayor que la precipitación promedio del mismo mes en todo el país. En Portaria también se registró un nuevo récord de lluvia, con 884 milímetros (2,9 pies) por metro cuadrado. No se pudieron medir más precipitaciones porque posteriormente falló la estación meteorológica. el 6 de septiembre, el río Krafsidonas, que nace en Pelion, se desbordó en Volos y destruyó un puente.
El 7 de septiembre, se cerró la principal autopista griega entre Atenas y Salónica y se suspendieron los servicios de tren entre las dos ciudades. En Tesalia, edificios y puentes se derribaron y ciudades enteras quedaron sumergidas, donde hubo que rescatar a más de 800 personas. En Larissa, después de que cesaron las lluvias el día 8 de septiembre, el nivel del agua siguió subiendo y el río Pineios se desbordó hasta alcanzar un nivel de 9,5 metros (31,2 pies), en comparación con lo normal en alrededor de 4 metros (13,1 pies).
Desde que comenzaron las lluvias, se activó el Servicio de Cartografía Rápida del Programa Copernicus para la zona de inundación en Grecia, en el que se analizaron los datos de Sentinel-1 de 7 septiembre reveló un área de inundación estimada de alrededor de 73 hectáreas (180,4 acre). Los meteorólogos clasificaron la tormenta como la peor de Grecia desde que comenzaron los registros en 1930. Las inundaciones en Tesalia, que suministra alrededor del 15% de la producción agrícola de Grecia, destruyeron los cultivos durante el resto del año y causaron graves daños a largo plazo, ya que la gruesa capa de barro haría que el suelo fuera infértil en general, y tardaría hasta cinco años en recuperarse. vuelva a ser completamente funcional. El gobernador de Tesalia, Kostas Agorastos, declaró a ERT que los daños causados por la tormenta en la región se valoraron en más de 2.000 millones de euros.
El 10 de septiembre se encontraron cuatro cadáveres en Grecia, lo que elevó a quince el número de muertos en el país y dos personas siguen desaparecidas.

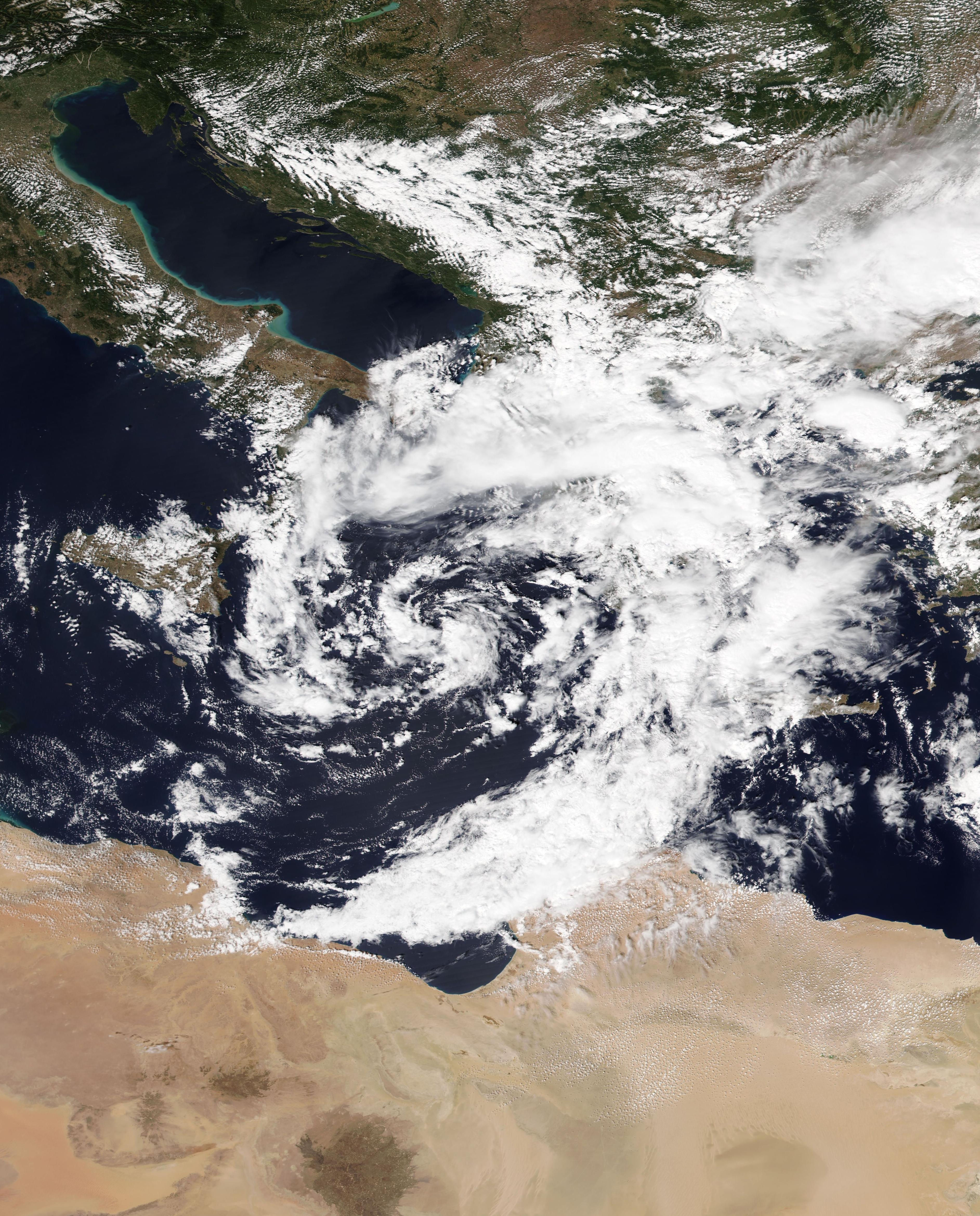
Tormenta Daniel el 5 de septiembre de 2023

En la provincia de Burgas, en el sureste de Bulgaria, quedaron sumergidas localidades de la costa del Mar Negro y sus inmediaciones, como Kosti y Arapya, donde se evacuó a la población. Tres personas fueron arrastradas por el agua tras el derrumbe de un puente en la zona de Tsarevo, y otra persona también murió ahogada cerca de la ciudad.
En Kosti llovió 311 mm (420% de la media mensual de septiembre), en Ahtopol 196 mm (350% de la media mensual) y en Gramatikovo 275 mm (368% de la media mensual). En Tsarevo, las precipitaciones pueden haber establecido un récord nacional búlgaro, con 330 mm de precipitación en 20 horas (40% de la media anual).
Se observó una rara tromba de agua en el mar cerca de Tyulenovo, en el noreste de Bulgaria.

### Libia
En Derna se confirmó la muerte de al menos 2 000 personas tras el colapso de dos presas, que causaron daños catastróficos en toda la zona después de que el uadi Derna se desbordara 50 metros por cada lado. Osama Hamada, primer ministro del Gobierno de Estabilidad Nacional que controla el este de Libia, declaró que los barrios residenciales habían sido arrasados. Vídeos publicados en las redes sociales mostraban coches sumergidos en el diluvio. También se derrumbaron cuatro puentes, mientras que el ministro del gobierno, Hisham Chkiouat, declaró que el 25% de Derna había «desaparecido», con grandes partes de la ciudad arrastradas mar adentro. El ministro de Sanidad del gobierno de Hamada, Othman Abduljalil, declaró que sólo en Derna había 6 000 desaparecidos. Los hospitales de la ciudad quedaron inoperativos y las morgues se llenaron, lo que obligó a depositar cadáveres en la plaza principal de la ciudad, mientras que unos 300 muertos fueron enterrados el 11 de septiembre, la mayoría en fosas comunes. En Al Abraq cayeron unos 170 milímetros de lluvia. Testigos declararon a Reuters que las aguas llegaron a alcanzar los 3,0 metros de altura. También se produjeron inundaciones en Tobruk, Tacnis, Al Baida y Battah, así como en todo el distrito de Yebel Ajdar y en Misurata, al oeste. Al menos 150 viviendas quedaron destruidas en todo el país, según la Media Luna Roja Libia, que también perdió a tres voluntarios que respondían a las inundaciones.
En Al Baida, los hospitales fueron evacuados debido a las importantes inundaciones provocadas por Daniel y se registraron 50 muertos y decenas de desaparecidos. También se registraron siete muertes en Susa, otras siete en las ciudades de Omar al-Mokhtar y Shahhat y otra en Marj. Hasta el 12 de septiembre, según las autoridades libias, habían muerto al menos 5200 personas, y se esperaba que el número de víctimas mortales superara las 10 000, y otras 100 000 permanecían desaparecidas, entre ellas siete miembros del Ejército Nacional Libio. Al parecer, unas 7 000 personas resultaron heridas y 20 000 fueron desplazadas. También murieron 145 ciudadanos egipcios en el este de Libia.
La Corporación Nacional del Petróleo de Libia anunció el cierre durante tres días de cuatro puertos petroleros, incluidos Ras Lanuf, Zueitina, Brega y Sirte.

### En otros lugares
Daniel llegó a Egipto el 11 de septiembre, donde algunas zonas del noroeste del país sufrieron lluvias moderadas.
En Turquía, cinco personas murieron durante las inundaciones en Kırklareli, otras dos murieron en los distritos de Başakşehir y Küçükçekmece de Estambul.

## Secuelas

### Libia
El Consejo Presidencial libio con sede en Trípoli declaró las ciudades de Derna, Shahhat y Al Baida como zonas de desastre, mientras que el Ministerio de Salud con sede en Trípoli envió un avión con 14 toneladas de equipo médico, medicamentos, bolsas para cadáveres y personal a Bengasi el 12 de septiembre. La Cámara de Representantes con sede en Bengasi, que controla la mayoría de las zonas afectadas, declaró tres días de luto nacional, al igual que el Gobierno de Unidad Nacional, reconocido internacionalmente y con sede en Trípoli, dirigido por el Primer Ministro Abdulhamid al-Dbeibah.
Túnez, Argelia, Catar, Irán, Turquía y los Emiratos Árabes Unidos prometieron asistencia humanitaria a Libia, mientras que el presidente egipcio Abdel Fattah el-Sisi dijo que desplegaría el ejército del país en coordinación con las fuerzas del este de Libia para ayudar en operaciones de socorro. El 12 de septiembre, Italia activó sus departamentos de protección civil y el ministro de Asuntos Exteriores, Antonio Tajani, afirmó que un equipo de evaluación estaba en camino. Anne-Claire Legendre, portavoz del Ministerio de Asuntos Exteriores de Francia, anunció que el país estaba dispuesto a responder a las solicitudes del gobierno de Libia. El jefe de política exterior de la UE, Josep Borrell, dijo que la organización estaba lista para brindar apoyo, mientras que la presidenta de la comisión, Ursula von der Leyen, expresó sus condolencias.